# قضية حدسية
الحدسيات هي القضايا ما لا يحتاج العقل في جزم الحكم فيه إلى واسطة بتكرر المشاهدة، كقولنا: نور القمر مستفاد من الشمس، لاختلاف تشكلاته النورية بحسب اختلاف أوضاعه من الشمس قربا وبعدا.